# Astragalus chingoanus
Astragalus chingoanus är en ärtväxtart som beskrevs av Rudolf V. Kamelin. Astragalus chingoanus ingår i släktet vedlar, och familjen ärtväxter. Inga underarter finns listade i Catalogue of Life.